# Gabriele Graf (Politikerin)
Gabriele Graf (* 6. Dezember 1968 in Wolfsberg, Kärnten) ist eine österreichische Politikerin (ÖVP). Sie war ab November 2019 Abgeordnete zum Vorarlberger Landtag.

## Beruflicher Werdegang
Nach ihrer Matura an einer Handelsakademie zog Gabriele Graf 1988 nach Vorarlberg. Sie studierte von 2008 bis 2010 Systemisches Prozessmanagement an der Universität Graz. Sie wohnt seit 1997 im Feldkircher Ortsteil Tisis. Seit Dezember 1991 arbeitete sie als Sozial- und Bildungsmanagerin in der Direktion der Kammer für Arbeiter und Angestellte Vorarlberg. Dort war sie zuständig für die betriebliche Gesundheitsförderung und das Generationenmanagement. Sie engagierte sich dort zum Beispiel als Mitglied der Generalversammlung für Stadtmarketing und Tourismus Feldkirchs und als Kuratoriumsmitglied der Feldkircher Ortsteilbüchereien. Mit Stadtvertretungsabstimmung vom 12. Mai 2015 ist Gabriele Graf Ortsvorsteherin von Tisis.

## Politische Karriere
Bei der Landtagswahl in Vorarlberg 2019 wurde sie bei der internen Kandidatenwahl in Rankweil auf dem vierten Platz der Kandidatenliste des Wahlbezirks Feldkirch der Vorarlberger Volkspartei gewählt. Gabriele Graf wurde nach dem Mandatsverzicht von Barbara Schöbi-Fink, nachdem diese zur neuen Landesstatthalterin gewählt wurde, am 20. November 2019 als Abgeordnete im Vorarlberger Landtag angelobt. Im ÖVP-Landtagsklub fungierte sie als Bereichssprecherin für Frauen und Gleichstellung sowie Konsumentenschutz.